# Ren Bonian

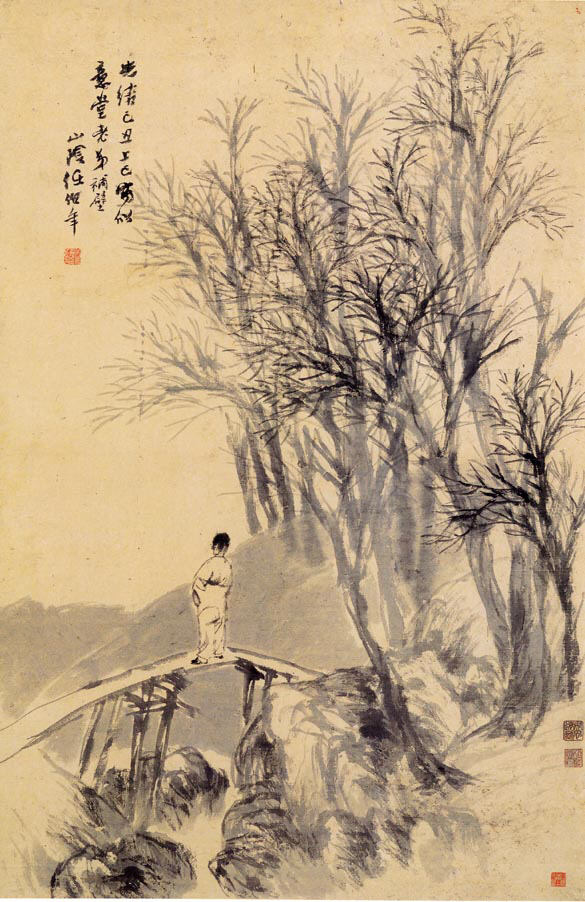
Man op een brug (1889), handrol met gewassen inkt op papier, collectie Metropolitan Museum of Art

Ren Yi (traditioneel Chinees: 任頤; 1840–1896) was een Chinees kunstschilder uit de late Qing-periode. Hij is beter bekend bij zijn omgangsnaam Ren Bonian (任伯年).

## Biografie
Ren Bonian werd geboren in Shaoxing in de provincie Zhejiang. Zijn vader was een rijsthandelaar, maar Ren kreeg op jonge leeftijd schilderles van zijn oom Ren Xiong (1823–1857). Deze was de broer van Ren Xun (1835–1893) en de vader van Ren Yu (1853–1901), die alle twee ook schilder waren. Later kwam het viertal bekend te staan als de 'Vier Rens'.
Naar verluidt was Ren op tienjarige leeftijd al bedreven in het maken van portretten. Een vriend van zijn vader kwam op bezoek, maar  die was afwezig. Toen zijn vader later vroeg wie de bezoeker was, tekende Ren een portret. Zijn vader herkende onmiddellijk wie het was.
Nadat zijn vader in 1855 stierf, verhuisde Ren naar Shanghai. Hier kwam hij in aanraking met westerse en Japanse schilderstijlen. Ren sloot zich aan bij de Shanghai-school, die voortborduurde op de expressieve en geladen schilderkunst van individualisten uit de Ming- en vroege Qing-periode.

## Werk
Ren schilderde aanvankelijk in de stijl van de Song-meesters, maar ontwikkelde later een vrijere, expressievere stijl gebaseerd op de werken van Chen Chun (1483–1544), Xu Wei (1521–1593) en Bada Shanren (ca. 1626–1705). Zijn schilderwerken kenmerken zich door gedurfde penseelstreken en felle kleuren. Ren bekwaamde zich onder andere in portretten, taferelen en vogel- en bloemschilderingen.
- Bibliothèque nationale de France: cb15844792f (data)
- CiNii: DA02829768
- Gemeinsame Normdatei: 118557297
- International Standard Name Identifier: 0000 0000 6315 5895
- Library of Congress Control Number: n83053552
- Nationale bibliotheek van Australië: 36619526
- Nationale Bibliotheek van Israël: 987007378260605171
- Nederlandse Thesaurus van Auteursnamen: 17172416X
- Système universitaire de documentation: 074588478
- Trove: 1335261
- Union List of Artist Names: 500324756
- Virtual International Authority File: 69264805
- WorldCat: E39PBJvxtqbHqHpXXWrCR39Rrq